# Mont Gassan
Le mont Gassan (月山, Gassan) est un stratovolcan du Japon situé dans la préfecture de Yamagata, dans la région de Tōhoku, sur l'île de Honshū. Culminant à 1 984 m d'altitude dans le parc national de Bandai-Asahi, il fait partie des trois monts Dewa et des 100 montagnes célèbres du Japon.

## Toponymie
Le toponyme Gassan (月山, litt. : « mont lune »), composé des deux sinogrammes « 月 » (« lune ») et « 山 » (« montagne »), évoque la divinité du shintō que les habitants de ses environs associent traditionnellement à la montagne : Tsukuyomi (月読). Le dieu lunaire, dont le « mont de la lune » serait la résidence, est né de l'œil droit d'Izanagi et est l'un des frères de la déesse solaire Amaterasu, divinité tutélaire du Japon,. Le sanctuaire shinto du sommet lui est dédié.
Le mont Gassan est aussi appelé mont Kurōshi (犂牛山, Kurōshi-yama).

## Géographie

### Situation
Le mont Gassan est un volcan de la préfecture de Yamagata, sur l'île de Honshū, au Japon, à cheval sur la limite ouest de la ville de Tsuruoka, la limite sud-ouest du bourg de Shōnai, la limite sud-ouest du village d'Ōkura, et la limite nord-ouest du bourg de Nishikawa. Il est situé dans le parc national de Bandai-Asahi, une quarantaine de kilomètres à l'est de la mer du Japon, et, à vol d'oiseau, 320 km au nord-est de l'agglomération de Tokyo.

### Hydrographie
Sur les pentes du mont Gassan naissent des torrents et des ruisseaux qui alimentent des rivières, affluents du fleuve Mogami dont le bassin versant s'étend dans l'Est de la préfecture de Yamagata. Sur le versant nord-ouest du volcan, les eaux de pluie et de la fonte des neiges engendrent des cours d'eau qui forment, dans la plaine Shōnai (ja), une partie du bassin de drainage du fleuve Aka dont l'embouchure est située dans le sud-ouest de Sakata, au bord de la mer du Japon,.

## Dans la culture
On y trouve le sanctuaire shinto Gassan dont l'entrée est payante et comprend une purification effectuée par un prêtre.
Bashō Matsuo a composé un haiku à son sujet :
| Kumo no mine Ikutsu kuzurete Tsuki no yama | 雲の峯 いくつ崩れて 月の山 | Sommets de nuages Combien s'abiment Mont de la lune |

Le « mont de la lune » (月の山, tsuki no yama, lecture kun des kanjis) se réfère au « mont lune » (月山, gas-san), lecture on avec inflexion de gatsu (月).

## Honneur
L'astéroïde (8937) Gassan est nommé en son honneur.